# Commissario Basettoni
Adamo Basettoni (Chief Seamus O'Hara), meglio noto come il commissario Basettoni, è un personaggio dei fumetti della Disney. Ideato da Floyd Gottfredson, esordisce nel 1939 sulle strisce giornaliere di Topolino, nella storia Topolino e il mistero di Macchia Nera. È apparso come protagonista o comprimario in migliaia di storie a fumetti realizzate in vari paesi del mondo.

## Biografia del personaggio
Commissario della polizia di Topolinia di origini irlandesi, come suggerisce il cognome O' Hara (che nell'America degli anni trenta era molto diffuso tra i poliziotti), è sempre stato uno dei migliori poliziotti della città ma contro criminali come Macchia Nera gli è utile la collaborazione con Topolino, che negli anni si è fatta sempre più frequente; la loro amicizia è stata però messa a dura prova in più di un'occasione, a causa di subdole macchinazioni di efferati criminali per far ricadere la colpa su Topolino. È sposato con Petulia Basettoni.
Personaggio molto importante nell'evoluzione di Topolino verso una dimensione narrativa giallo-noir, è stato il primo vero poliziotto di talento che il protagonista abbia conosciuto, e anche il primo con cui abbia davvero stretto un rapporto di amicizia: in precedenza, nelle prime storie in cui era nata la sua passione per l'attività da detective, aveva avuto a che fare con investigatori spacconi e presuntuosi (Topolino poliziotto e Pippo suo aiutante del 1933 o Topolino nella casa dei fantasmi del 1936), o con il bonario ma superficiale Manetta (Topolino e la banda dei piombatori, 1938). Basettoni viene rappresentato sempre in divisa e raramente in abiti civili, calvo ma con delle folte basette; alle sue dipendenze è l'ispettore Manetta, caratterizzato da una certa diffidenza nei confronti di Topolino come braccio destro, e l'ispettore Rock Sassi.

## Storia editoriale
Tra gli autori che più hanno contribuito a caratterizzare il personaggio, a parte i suoi "padri" Gottfredson e Merrill De Maris, sono da citare soprattutto gli autori delle storie pubblicate sui comic book; su questi esordisce nella collana Four Color nel novembre 1947 nella storia Topolino nell'isola di Spettro di Bill Wright, ma è stato poi utilizzato da autori che vanno da Jack Bradbury, a Frank McSavage, passando anche per Tony Strobl e Jack Manning, oltre a Kay Wright, mentre l'autore che ha maggiormente influenzato lo stile dei disegnatori successivi è stato sicuramente il prolifico Paul Murry. 
Le storie degli artisti statunitensi sono spesso ambientate in una non meglio definita città, diversamente dalla scuola Disney italiana dove dagli anni sessanta alla Paperopoli creata da Barks si era contrapposta Topolinia: negli Stati Uniti fino agli anni ottanta non c'era ancora questa netta distinzione e ciò porterà a una serie di storie in cui Basettoni si ritrova a indagare sulle rapine dei Bassotti al deposito di Paperone o sui piani criminosi di Gambadilegno che fugge a bordo della 313 di Paperino o di Macchia Nera contro la banda dei paperi.
Paul Murry descrive un rapporto sempre di piena fiducia tra Topolino e Basettoni, a differenza di quanto mostrato invece da Bill Walsh nelle strisce giornaliere di Topolino disegnate sempre da Gottfredson, ma anche da autori italiani come Guido Martina e Romano Scarpa che riprendono il commissario di Walsh; in queste storie, pur essendo grato a Topolino per i servigi resi alla polizia in tanti anni, Basettoni si è ritrovato più volte a sospettare di lui per integrità professionale, come durante il classico di Walsh/Gottfredson Topolino contro Topolino del 1953, in cui uno spietato sosia di Topolino ne ha preso il posto facendolo incolpare di diversi reati; in Topolino e il doppio segreto di Macchia Nera di Martina/Scarpa del 1955, in cui Topolino, ipnotizzato da una folle mente criminale, cerca addirittura di uccidere il commissario; finanche nella storia del 1969 Topolino e l'incredibile imbroglio di Osvaldo Pavese e Sergio Asteriti, in cui un Basettoni stavolta più razionale e meno impulsivo è costretto comunque a malincuore a indagare su Topolino; inoltre, nelle storie di Guido Martina Basettoni appariva spesso quasi infastidito dalla continua intromissione di Topolino nelle indagini, assumendo talvolta il ruolo di Manetta. 
Sul finire dei novanta Romano Scarpa inventa il nome proprio del commissario in Basettoni e la dieta da fame, scritta da Giorgio Pezzin: Adamo, per sottolineare che Basettoni rappresenta il numero uno nel dipartimento di polizia di Topolinia, colui al quale ispirarsi e da cui tutto è iniziato. Sempre nella stessa storia fa il suo esordio la moglie Petulia. Basettoni ha anche vestito i panni del Supercommissario (Ultracintra) nelle storie di produzione brasiliana dedicate al Club dei supereroi.

## Filmografia
Il commissario Basettoni ha fatto la sua prima apparizione nei cartoni animati all'interno della Camminata Disney, sigla animata realizzata da Romano Scarpa nel 1982 per il programma Topolino show. Appare poi nelle serie animate DuckTales - Avventure di paperi, Mickey Mouse Works e House of Mouse - Il Topoclub, e a differenza dei fumetti qui il suo volto è coperto da una pelliccia marrone.

## Traduzioni
- Germania: Kommissar Hunter
- Stati Uniti: Chief Seamus O'Hara
- Brasile: Coronel Cintra
- Colombia: Jefe Cejas
- Danimarca: Politimester Striks
- Spagna: Jefe O'Hara
- Finlandia: Simo Sisu
- Francia: Commissaire Finot
- Grecia: Επιθεωρητής Ο'Χάρα
- Indonesia: Pak O'Hara
- Islanda: Bjargfastur
- Giappone: オハラ警部, オハラ署長, フンター警部, 署長, 銀行のハンターさん, 長考
- Messico: Jefe Cejas
- Norvegia: Politimester Fiks
- Paesi Bassi: Commissaris O'Hara, Commissaris Hunter
- Polonia: Komisarz O'Hara
- Québec: Chef O'Hara